# Ukraińska Formuła 1600 Sezon 2010
Ukraińska Formuła 1600 Sezon 2010 – piętnasty sezon Ukraińskiej Formuły 1600.

## Kalendarz wyścigów
| Runda | Data            | Tor    | Pole position | Najszybsze okrążenie | Zwycięzca (kierowcy) | Zwycięzca (zespoły) |
| ----- | --------------- | ------ | ------------- | -------------------- | -------------------- | ------------------- |
| 1     | 11 lipca        | Kijów  | ?             | ?                    | Andrij Frankowskyj   | ?                   |
| 2     | 11 lipca        | Kijów  | ?             | ?                    | Andrij Frankowskyj   | ?                   |
| 3     | 29 sierpnia     | Odessa | ?             | ?                    | Ołeksandr Kondratjuk | ?                   |
| 4     | 26 września     | Kijów  | ?             | ?                    | Ołeksandr Kondratjuk | ?                   |
| 5     | 16 października | Odessa | ?             | ?                    | Ołeksij Litwinow     | ?                   |
| 6     | 17 października | Odessa | ?             | ?                    | Serhij Malik         | ?                   |

## Klasyfikacja kierowców
| Legenda oznaczeń w tabelach wyników Wyświetl szablon na nowej stronie | Legenda oznaczeń w tabelach wyników Wyświetl szablon na nowej stronie                                                                     |
| Oznaczenie                                                            | Wyjaśnienie |
| --------------------------------------------------------------------- | --- |
| Złoty                                                                 | Zwycięzca lub mistrzostwo |
| Srebrny                                                               | 2. miejsce lub wicemistrzostwo |
| Brązowy                                                               | 3. miejsce lub II wicemistrzostwo |
| Zielony                                                               | Ukończył, punktował (w klasyfikacji generalnej, gdy zdobył co najmniej jeden punkt na przestrzeni sezonu, poza trzema powyższymi opcjami) |
| Niebieski                                                             | Ukończył, nie punktował (w klasyfikacji generalnej, gdy nie zdobył co najmniej jednego punktu na przestrzeni sezonu)                      |
| Czerwony                                                              | Nie zakwalifikował się (NZ) |
| Czerwony                                                              | Nie prekwalifikował się (NPK) |
| Różowy                                                                | Nie ukończył (NU) |
| Różowy                                                                | Niesklasyfikowany (NS) (w klasyfikacji generalnej, gdy nie został sklasyfikowany w żadnym wyścigu sezonu)                                 |
| Czarny                                                                | Zdyskwalifikowany (DK) |
| Czarny                                                                | Wykluczony (WYK/EX) |
| Biały                                                                 | Nie wystartował (NW) |
| Biały                                                                 | Kontuzjowany (K/INJ) |
| Biały                                                                 | Wyścig odwołany (OD/C) |
| Bez koloru                                                            | Został wycofany (WYC/WD) |
| Bez koloru                                                            | Nie przybył (NP/DNA) |
| Bez koloru                                                            | Nie brał udziału w treningach (NT/DNP) |
| Bez koloru                                                            | Nie został zgłoszony (–) |
| Pogrubienie                                                           | Start z pole position |
| Kursywa                                                               | Najszybsze okrążenie wyścigu |
| †                                                                     | Nie ukończył, ale jego rezultat został zaliczony ze względu na przejechanie więcej niż 90% dystansu wyścigu.                              |
| *                                                                     | Sezon w trakcie |
| 1/2/3                                                                 | Punktowana pozycja w sprincie kwalifikacyjnym                                                                                             |
| Lista systemów punktacji Formuły 1                                    | |

| Poz. | Kierowca                 | CZJ | CZJ | ODE | CZJ | ODE | ODE | Punkty |
| ---- | ------------------------ | --- | --- | --- | --- | --- | --- | ------ |
| 1    | Ołeksandr Kondratjuk     | -   | -   | 1   | 1   | 2   | 2   | 210    |
| 2    | Andrij Frankowskyj       | 1   | 1   | 3   | 2   | NU  | NW  | 181    |
| 3    | Ołeksij Litwinow         | -   | -   | 2   | 3   | 1   | NU  | 149    |
| 4    | Serhij Malik             | 4   | NW  | -   | 4   | 3   | 1   | 120    |
| 5    | Walentin Gołota          | 3   | NU  | -   | -   | 4   | 3   | 88     |
| 6    | Serhij Skok              | 2   | 2   | -   | -   | -   | -   | 58     |
| 7    | Dmytro Gajdamaczenko     | -   | -   | 4   | -   | -   | -   | 21     |
| 8    | Dmytro Jeksperjandow     | NU  | 3   | -   | -   | NU  | NU  | 11     |
| NS   | Daniel Tinnyj            | -   | -   | NU  | -   | -   | -   | 0      |
| NS   | Ołeksandr Miedwiedczenko | -   | -   | -   | -   | NU  | NU  | 0      |
| NS   | Andrij Skuz              | -   | -   | -   | -   | NU  | NW  | 0      |
| NS   | Ołeksandr Łewynski       | -   | -   | -   | -   | NW  | NW  | 0      |